# Oleg Dołmatow
Oleg Wasiljewicz Dołmatow, ros. Олег Васильевич Долматов (ur. 29 listopada 1948 w Czelabińsku-40) – rosyjski piłkarz występujący na pozycji pomocnika, reprezentant Związku Radzieckiego, trener piłkarski.

## Kariera piłkarska

### Kariera klubowa
Wychowanek szkoły piłkarskiej „Junost'” w Krasnojarsku. Następnie był zawodnikiem Awtomobilista Krasnojarsk, Kajratu Ałma-Ata, najdłużej zaś Dynama Moskwa. Z tym ostatnim klubem zdobył wiosną 1976 Mistrzostwo ZSRR, a w 1977 Puchar ZSRR.

### Kariera reprezentacyjna
W latach 1971–1977 wystąpił 14 razy w reprezentacji Związku Radzieckiego, uczestniczył w mistrzostwach Europy w 1972, na których drużyna radziecka zajęła drugie miejsce.

## Kariera trenerska
Po zakończeniu kariery piłkarskiej pozostał w futbolu jako trener. Zaczynał od prowadzenia zespołu Dinama Stawropol, później pracował w Dynamie Moskwa jako trener rezerw i juniorów. Przez pewien czas szkolił zawodników abchaskiego Dinama Suchumi. Najdłużej pracował z zespołem Czernomorca Noworosyjsk, z którym awansował do rosyjskiej ekstraklasy. Po udanym pobycie w Noworosyjsku objął funkcję szkoleniowca CSKA Moskwa, jednak nie odniósł z tą drużyną większych sukcesów i stracił stanowisko. Prowadził występujące na zapleczu ekstraklasy Kubań Krasnodar i Dynamo Sankt Petersburg oraz ukraińską Worskłę Połtawa. Od maja 2004 był pierwszym trenerem Szynnika Jarosławl. W 2005 pełnił również funkcję drugiego trenera w reprezentacji Rosji. Jesienią 2006 był tymczasowym opiekunem piłkarzy Lokomotiwu Moskwa. Od lipca 2007 do 2009 prowadził zawodników FK Rostów. Na początku 2010 powrócił do Dynama Suchumi. Od 5 lipca 2011 do 16 kwietnia 2012 roku pracował na stanowisku głównego trenera FK Chimki.

## Sukcesy i odznaczenia

### Sukcesy klubowe
- mistrz ZSRR: 1976 (w)
- brązowy medalista Mistrzostw ZSRR: 1973, 1975
- zdobywca Pucharu ZSRR: 1977
- zdobywca Superpucharu ZSRR: 1977
- finalista Pucharu Zdobywców Pucharów: 1972

### Sukcesy reprezentacyjne
- wicemistrz Europy: 1972

### Sukcesy trenerskie
- wicemistrz Rosji: 1998
- brązowy medalista Mistrzostw Rosji: 1999
- mistrz Rosyjskiej Pierwszej Dywizji: 2008

### Sukcesy indywidualne
- 2-krotnie wybrany do listy 33 najlepszych piłkarzy ZSRR: Nr 1 (1971), Nr 2 (1973)

### Odznaczenia
- tytuł Mistrza Sportu ZSRR: 1971
- tytuł Mistrza Sportu Klasy Międzynarodowej: 1972